# 大豪月
大豪月（だいごうげつ）は『実況パワフルプロ野球』シリーズのサクセスモードに登場するゲームキャラクター（架空の人物）である。
1975年5月4日生まれ（実況パワフルプロ野球10超決定版より）とされているが、生年は後述する設定と矛盾がある。

## 人物
『実況パワフルプロ野球6』で初登場。全サクセスキャラクター中最大クラスの巨体で、画面からはみ出るほど。仏契大学（ぶっちぎりだいがく）の総代であり、野球部はおろか、大学の権力を握っている。これでも現役大学生で、ライバルである黒獅子重工株式会社の社長と対決するため、主人公が4年生の時には試合に出場する。ちなみに学年は10年生。
『大豪月』とは称号であり、本名ではない。彼に忠誠を尽くした野球部員も『小豪月』等の称号を得ることが出来る。
野球部の練習も、剣山腕立て、丸太素振り、油風呂、地獄ノック、などインパクト溢れるものが多い。大豪月の学内での権力は絶大であり、機嫌を損なえば退部の可能性もあるため、彼の機嫌を損なわないよう注意しながら、プレーをしていかなければならない（反面、大豪月様に気に入られてさえいれば、実力がなくとも試合に出られる）。
ゲーム中に登場する黒獅子重工の社長とは、戦前からの親友でありライバルでもある（この戦前というのは太平洋戦争のことであり、その仮定に則ると両者とも前述した生年月日と矛盾が生じ、両者とも70歳を超えてしまう）。
また、ダイジョーブ博士とは古くからの知り合いであり、「のこぎりランナー」のような無茶なトレーニングマシンの提供を受けている。
若い頃は「力が強ければ男らしい」と信じており、その巨体も実は寿命と引き換えにダイジョーブ博士の薬によって得たものであるが、長く生きているうちに男を究めるには精神と肉体を同時に鍛えなければ無意味であると悟り、薬を用いた手軽な強化でなく、厳しい鍛錬を部員たちに課している。
『THE BASEBALL 2003 バトルボールパーク宣言 パーフェクトプレープロ野球』のエンペラーカップにも仏契大学のキャラクターとして出演。『実況パワフルプロ野球'99』の冥球島編や『実況パワフルプロ野球10超決定版 2003メモリアル』などにも登場する。
『実況パワフルプロ野球2013』では仏契大学附属高校の一員として登場しており球速は170kmになっている。
『パワプロクンポケットシリーズ』では直接の登場は無いが、『パワプロクンポケット4』で隠しパスワード選手として登場しており、以降のパワポケシリーズでもサクセス選手用のキャラグラフィックとして登場している。
『パワプロ2013』では「仏契大学附属高校」で登場し、すでに威圧感を放っていた。「激闘第一高校」では少豪月剛という人物が登場しており、分家と本家で争っていた。